# Stacey Abrams
Stacey Yvonne Abrams, född 9 december 1973 i Madison, Wisconsin, är en amerikansk jurist, demokratisk politiker, författare och rösträttsaktivist, som var verksam som delstatspolitiker i Georgias representanthus mellan 2007 och 2017. Mellan 2011 och 2017 var hon ledare för oppositionen i det republikanskt kontrollerade representanthuset.

## Biografi
Abrams växte upp i södra Mississippi, med föräldrar och fem syskon. Hon har studerat vid Spelman College, LBJ School of Public Affairs och Yale Law School.
Abrams ställde upp som kandidat vid guvernörsvalet i Georgia 2018. Hon förlorade mot den republikanske kandidaten Brian Kemp, men erkännde aldrig sig själv som besegrad. Hon var den första afroamerikanska kvinna som ställt upp som guvernörskandidat för något av de stora partierna i USA.
Inför presidentvalet i USA 2020 nämndes Abrams som en möjlig vicepresidentskandidat åt Joe Biden.
Hennes ansträngningar har i stor utsträckning krediterats för att öka valdeltagandet i Georgia, inklusive i presidentvalet 2020, där Joe Biden knappt vann delstaten, och i Georgias senatsval 2020–2021, vilket gav demokraterna kontroll över senaten.
Abrams har skrivit böcker inom olika genrer. Under pseudonymen Selena Montgomery har hon skrivit romantiska spänningsromaner, där hon också tagit upp ekonomiska, sociala och politiska frågor. Hon har även skrivit artiklar om offentlig politik, beskattning och ideellt engagemang.